# Boćki (gmina)
Pour le village, voir Boćki.
Boćki est une gmina rurale du powiat de Bielsk Podlaski, Podlachie, dans le nord-est de la Pologne.
La gmina couvre une superficie de 232,06 km2 pour une population de 4 906 habitants.

## Géographie
La capitale du gmina est le village de Boćki.
Outre ce village, la gmina contient les villages de Andryjanki, Bodaczki, Bodaki, Bystre, Chranibory Drugie, Chranibory Pierwsze, Dubno, Dziecinne, Hawryłki, Jakubowskie, Krasna Wieś, Młynisk, Mołoczki, Nurzec, Olszewo, Pasieka, Piotrowo-Krzywokoły, Piotrowo-Trojany, Przy Ostaszach, Sasiny, Siedlece, Siekluki, Sielc, Skalimowo, Starowieś, Szeszyły, Szumki, Śnieżki, Torule, Wandalin, Wandalinek, Wiercień, Wojtki, Wygonowo, Wylan et Żołoćki.
La gmina est bordée par les gminy de Bielsk Podlaski, Brańsk, Dziadkowice, Kleszczele, Milejczyce et Orla.